# Voleibol adaptado
Voleibol adaptado ou simplesmente chamado de Vôlei adaptado é uma modalidade esportiva.

## Histórias
O Voleibol adaptado é uma modalidade esportiva adaptada direcionada principalmente à terceira idade  e surgiu pela primeira vez em 1998 fazendo parte dos Jogos Regionais do Idoso em São Paulo.[carece de fontes?]

## Características
O jogo é desenvolvido pelas regras oficiais da modalidade Voleibol, salvo algumas exceções previstas em regulamento.

## Desenvolvimento
Atualmente é praticada em alguns estados e cidades do Brasil,  com destaque para o estado de São Paulo.
A modalidade faz parte dos Jogos Regionais do Idoso (JORI) e dos Jogos Abertos do Idoso (JAI) e é difundida através de vários torneios e campeonatos organizados em todo o estado de São Paulo. 

## Benefícios da prática
O Voleibol adaptado melhora de modo significativo a autoestima das pessoas da terceira idade, assim como sua estrutura corporal, proporcionando-lhes manutenção e melhoria em suas capacidades físicas.